# Nadeschda Alexandrowna Talanowa
Nadeschda Alexandrowna Talanowa (russisch Наде́жда Алекса́ндровна Тала́нова; * 17. April 1967 in Kisner, Udmurtische ASSR, Sowjetunion) ist eine frühere russische Biathletin und Olympiasiegerin.
Nadeschda Talanowa begann 1985 mit dem Biathlonsport, trainiert wurde sie von Michail Owtschinnikow. Im Weltcup debütierte sie 1993 beim Einzel in Ridnaun mit einem elften Rang. Das erste Top-Ten-Resultat erzielte sie ebenfalls bei einem Einzel, als sie in Pokljuka in der Folgesaison Sechste wurde. Bei der nächsten Weltcup-Station erreichte sie in Ruhpolding als Dritte beim Sprint ihren ersten Podiumsplatz. Ihr einziger Sieg gelang ihr im Sprint wenige Wochen später in Canmore. Ihr bestes Ergebnis im Gesamtweltcup erreichte sie ebenfalls in der Saison 1993/1994 mit dem fünften Platz. Sie startete bis zu ihrem Karriereende 1999 durchgehend im Weltcup und lief noch häufig in die Top Ten, allerdings ohne weiteren Sieg in einem Einzelrennen. Im Team und mit der russischen Staffel gelangen ihr insgesamt fünf Weltcup-Siege, darunter auch ihr wertvollster bei den Olympischen Spielen 1994 in Lillehammer beim Staffelrennen. Als Startläuferin verwies sie zusammen mit Natalja Snytina, Luisa Noskowa und Anfissa Reszowa die deutsche und die französische Staffel auf die Plätze – in jenem denkwürdigen Rennen, bei dem Simone Greiner-Petter-Memm weit in Führung liegend insgesamt sechs Strafrunden laufen musste und so der russischen Staffel zum Olympiasieg verhalf. Im Einzel mit Platz 16 und im Sprint mit Platz 19 gelangen ihr ebenfalls respektable Ergebnisse. Zur Einzelmedaille, aber nicht zum Sieg, reichte es mit Silber bei den Weltmeisterschaften 1993 in Borowez, mit der Staffel in der Besetzung Panjutina, Talanowa, Simuschina und Belowa wurde sie Dritte. In Osrblie 1997 im Quartett Melnik, Kuklewa, Talanowa und Romasko wiederholte sie diesen Erfolg, eine Silbermedaille gewann sie im Team, allerdings mit Anna Wolkowa anstelle von Galina Kuklewa. Nochmals Silber mit der Staffel 1999 (Talanowa, Kuklewa, Romasko, Achatowa) in ihrem letzten Jahr als Aktive zeigte ihre Beständigkeit. In Valcartier beendete sie 1999 ihre Weltcupkarriere mit dem 26. Rang im Gesamtweltcup. Auch im Sommerbiathlon war Talanowa erfolgreich, 1998 war sie Weltmeisterin im Sprint, im Verfolger kam sie auf Rang vier ein. Im selben Jahr gelang ihr bei den Europameisterschaften der Dreifacherfolg in den Einzelbewerben Sprint, Verfolgung und Einzel, dazu ein zweiter Platz mit der Staffel. Sie ist bis dato (2010) die einzige Biathletin, die alle drei Einzeltitel bei Europameisterschaften im selben Jahr gewann. Neben und nach dem Biathlon trat Talanowa bei Triathlon-Wettbewerben und in lokalen Mountainbike-Rennen an. Sie lebt in Smolensk, dort ist sie politisch aktiv, so war sie Kandidatin bei der Wahl der Abgeordneten zur Duma in der Oblast Smolensk.

## Biathlon-Weltcup-Platzierungen
Die Tabelle zeigt alle Platzierungen (je nach Austragungsjahr einschließlich Olympische Spiele und Weltmeisterschaften).
- 1.–3. Platz: Anzahl der Podiumsplatzierungen
- Top 10: Anzahl der Platzierungen unter den ersten zehn (einschließlich Podium)
- Punkteränge: Anzahl der Platzierungen innerhalb der Punkteränge (einschließlich Podium und Top 10)
- Starts: Anzahl gelaufener Rennen in der jeweiligen Disziplin

| Platzierung                                         | Einzel | Sprint | Verfolgung | Massenstart | Team | Staffel | Gesamt |
| --------------------------------------------------- | ------ | ------ | ---------- | ----------- | ---- | ------- | ------ |
| 1. Platz                                            |        | 1      |            |             | 1    | 4       | 6      |
| 2. Platz                                            | 1      | 1      |            |             | 1    | 3       | 6      |
| 3. Platz                                            |        | 3      |            |             |      | 3       | 6      |
| Top 10                                              | 7      | 11     | 2          | 1           | 2    | 11      | 34     |
| Punkteränge                                         | 17     | 29     | 9          | 2           | 2    | 11      | 70     |
| Starts                                              | 24     | 40     | 11         | 2           | 2    | 11      | 90     |
| Stand: Karriereende, Daten eventuell nicht komplett |        |        |            |             |      |         |        |